# Denkmalgeschützte Objekte im Bezirk Jennersdorf
Im Bezirk Jennersdorf bestehen 78 denkmalgeschützte Objekte. Die unten angeführte Liste führt zu den Gemeindelisten und gibt die Anzahl der Objekte an.
| Gemeindeliste               | Objektanzahl |
| --------------------------- | ------------ |
| Deutsch Kaltenbrunn         | 3            |
| Eltendorf                   | 6            |
| Heiligenkreuz im Lafnitztal | 3            |
| Jennersdorf                 | 13           |
| Königsdorf                  | 3            |
| Minihof-Liebau              | 3            |
| Mogersdorf                  | 11           |
| Mühlgraben *                | 0            |
| Neuhaus am Klausenbach      | 6            |
| Rudersdorf                  | 8            |
| Sankt Martin an der Raab    | 18           |
| Weichselbaum                | 4            |

* für diese Gemeinde sind keine denkmalgeschützten Objekte ausgewiesen